# 25 Batalion Straży Granicznej
25 Batalion Straży Granicznej – jednostka organizacyjna Straży Granicznej w II Rzeczypospolitej.

## Formowanie i zmiany organizacyjne
Wykonując postanowienia uchwały Rady Ministrów z 23 maja 1922 roku, Minister Spraw Wewnętrznych rozkazem z 9 listopada 1922 roku zmienił nazwę „Bataliony Celne” na „Straż Graniczną”. Wprowadził jednocześnie w formacji nową organizację wewnętrzną. 25 batalion celny przemianowany został na 25 batalion Straży Granicznej.
25 batalion Straży Granicznej funkcjonował w strukturze Komendy Powiatowej Straży Granicznej w Krzemieńcu, a jego dowództwo stacjonowało w Łanowcach. W skład batalionu wchodziły cztery kompanie strzeleckie oraz jedna kompania karabinów maszynowych w liczbie 3 plutonów po 2 karabiny maszynowe na pluton. Dowódca batalionu posiadał uprawnienia dyscyplinarne dowódcy pułku. Cały skład osobowy batalionu obejmował etatowo 614 żołnierzy, w tym 14 oficerów.
W 1923 roku batalion przekazał swój odcinek oddziałom Policji Państwowej i został rozwiązany.

## Służba graniczna
Zgodnie z wnioskiem Wojewody Wołyńskiego, główny komendant SG płk Rożan nakazał dowódcy 36 batalionu SG obsadzić odcinek granicy państwowej od m. Michałówka do granicy z województwem tarnopolskim. Komendę batalionu rozmieścić w Łanowcach.
Sąsiednie bataliony
- 6 batalion Straży Granicznej ⇔ − X 1922[7]

## Żołnierze batalionu
Komendanci batalionu
| stopień | imię i nazwisko  | okres pełnienia służby | kolejne stanowisko |
| ------- | ---------------- | ---------------------- | ------------------ |
| kapitan | Tadeusz Gadomski | IX 1922 – był w 1923   |                    |

## Struktura organizacyjna
| Ordre de Bataille 25 batalionu Straży Granicznej w Łanowcach na dzień 1 czerwca 1923 | Ordre de Bataille 25 batalionu Straży Granicznej w Łanowcach na dzień 1 czerwca 1923 | Ordre de Bataille 25 batalionu Straży Granicznej w Łanowcach na dzień 1 czerwca 1923 | Ordre de Bataille 25 batalionu Straży Granicznej w Łanowcach na dzień 1 czerwca 1923 | Ordre de Bataille 25 batalionu Straży Granicznej w Łanowcach na dzień 1 czerwca 1923 |
| kompanie                                                                             | 4. Białozórka                                                                        | 1. Grzybowa                                                                          | 2. Medwedówka                                                                        | 3. Białozórka                                                                        |
| ------------------------------------------------------------------------------------ | ------------------------------------------------------------------------------------ | ------------------------------------------------------------------------------------ | ------------------------------------------------------------------------------------ | ------------------------------------------------------------------------------------ |
| placówki                                                                             | f. Pozichowskiego                                                                    | Ośniki                                                                               | Juśkowce                                                                             |                                                                                      |
| placówki                                                                             | f. Księżym                                                                           | Kozaczki                                                                             | Michałówka                                                                           |                                                                                      |
| placówki                                                                             | f. Bukowskiego                                                                       | Grzybowa                                                                             |                                                                                      |                                                                                      |
| placówki                                                                             | Mołotków                                                                             | Grzybowa                                                                             |                                                                                      |                                                                                      |